# Сражение при Вьенне
Сражение при Вьенне (англ. Battle of Vienna) — небольшое столкновение между отрядом федеральной армии и армией Конфедерации, которое произошло 17 июня 1861 года недалеко от станции Вьенна. Это было одно из первых боевых столкновений Гражданской войны в США. Федеральная армия пыталась взять под контроль территорию Вирджинии, непосредственно прилегающую к Вашингтону и создала лагерь у станции Вьенна. Бригадный генерал Роберт Шенк перевозил на поезде 1-й Огайский пехотный полк и попал в засаду, организованную полковником Макси Греггом. Южане дали по поезду два выстрела из орудий, убив 8 человек и ранив четверых. Северянам удалось скрыться в лесу. Так как машинист сбежал вместе с локомотивом, то пехоте пришлось отступать своим ходом. Южане преследовали их некоторое время, но прекратили погоню из-за темноты.
В столкновении были задействованы относительно небольшие силы: 274 человека на стороне Севера и около 750 человек на стороне Юга. Однако событие широко освещалось прессой на Севере и на Юге и вызвало серьезную тревогу у федерального правительства.